# Epoxiconazool
Epoxiconazool (ISO-naam) is een fungicide dat gebruikt wordt in de landbouw, onder meer voor de bescherming van suikerbieten en graanteelten tegen bladziekten, veroorzaakt door ascomyceten, basidiomyceten en deuteromyceten. Het wordt meestal verkocht als een geconcentreerde suspensie, die met water moet gemengd worden en dan verspoten. Het werkt zowel preventief als curatief.
Epoxiconazool behoort tot de triazool-fungiciden en is ontwikkeld door BASF, dat het verkoopt onder de merknaam Opus (dit is een suspensieconcentraat van epoxiconazool in solventnafta). De octrooibescherming op de stof is verlopen en er zijn ook andere producenten en leveranciers van producten met epoxiconazool op de markt, bijvoorbeeld Cheminova. Epoxiconazool wordt ook dikwijls gecombineerd met een ander fungicide.

## Regelgeving
Epoxiconazool is opgenomen in de lijst van gewasbeschermingsmiddelen die in de Europese Unie kunnen toegelaten worden. Producten met epoxiconazool, alleen of in combinatie met andere fungiciden, zijn in de meeste lidstaten van de Europese Unie erkend.

## Toxicologie en veiligheid
Epoxiconazool is weinig acuut toxisch voor de mens. Bij proeven op ratten werd een verhoogde kans op leverkanker vastgesteld, evenals effecten op de voortplanting, waaronder verminderde vruchtbaarheid. Uit in-vitro- en in-vivoproeven is gebleken dat epoxiconazool een endocriene disruptor is die kan aanleiding geven tot misvormingen bij de voortplanting.